# Józef Batkiewicz

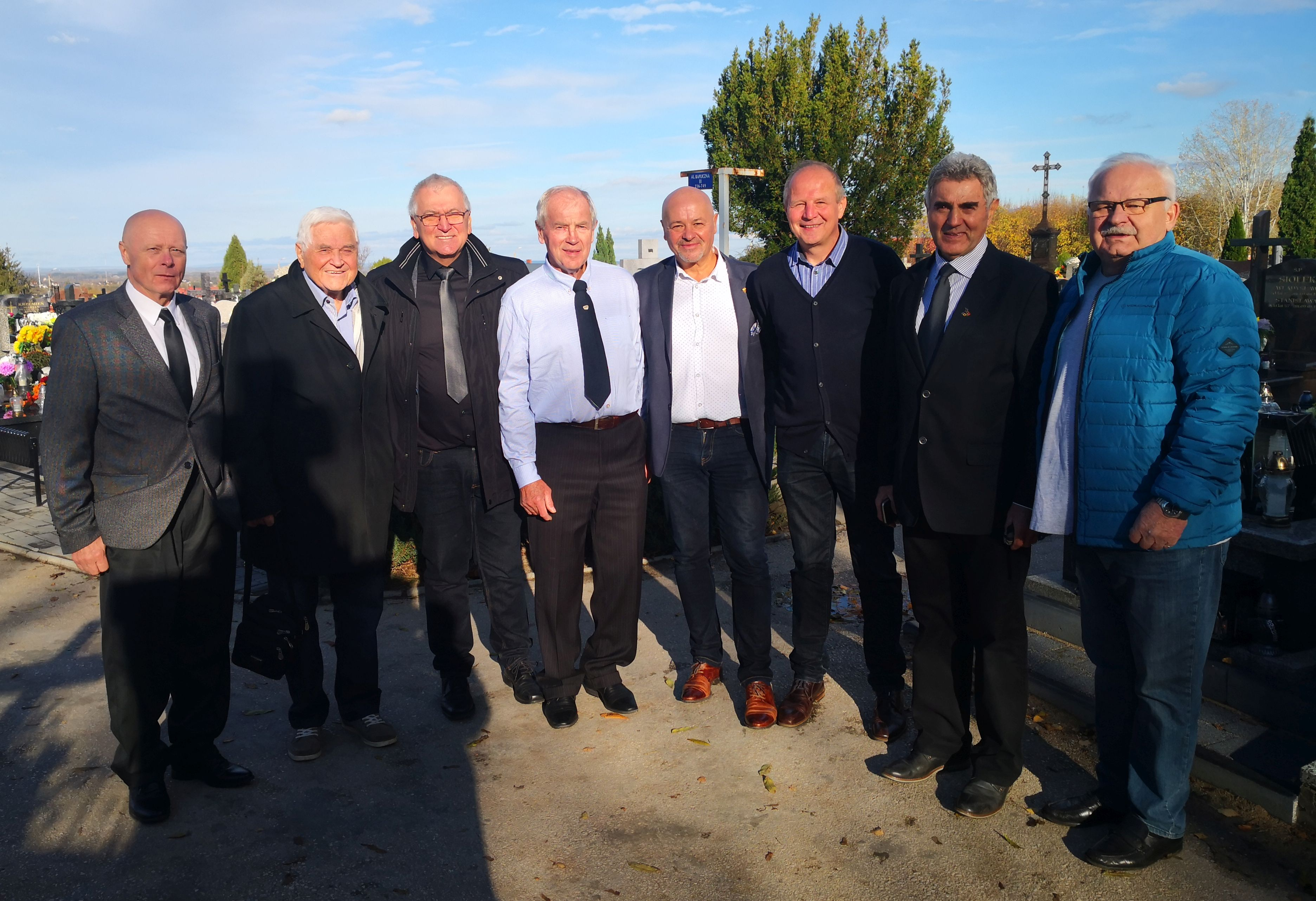
Marek Marcińczak, Leszek Lejczyk, Henryk Gruth, Mieczysław Jaskierski, Gabriel Samolej, Jacek Szopiński, Józef Batkiewicz i Mieczysław Nahuńko (w kolejności od lewej do prawej) uczestniczyli w ostatnim pożegnaniu hokeisty i trenera Jerzego Mruka na cmentarzu w Busku-Zdroju 4 listopada 2023 r.

Józef Batkiewicz (ur. 22 lutego 1950 w Nowym Targu) - przedsiębiorca, hokeista, olimpijczyk z Sapporo 1972.

## Kariera sportowa
Hokeista klubu Podhale Nowy Targ w którym rozegrał 352 mecze zdobywając w nich 165 goli. Wielokrotny medalista mistrzostw Polski.
Reprezentant Polski w hokeju na lodzie. W barwach narodowych rozegrał 85 spotkań w których strzelił 17 bramek.
Pięciokrotny uczestnik mistrzostw świata w hokeju (grupy A i B).
Na Igrzyskach olimpijskich w Sapporo w 1972 wraz z drużyną zajął 6 miejsce.